# Hermandad del Huerto (Córdoba)
La Hermandad y Cofradía de Nuestro Padre Jesús de la Oración en el Huerto, Jesús Amarrado a la Columna, María Santísima de la Candelaria, Nuestra Señora del Amparo y San Eloy Obispo, es una Hermandad de culto católico de la ciudad de Córdoba (España). Tiene su sede canónica en la Iglesia de San Francisco y San Eulogio, y realiza su Estación de Penitencia en la tarde-noche del Domingo de Ramos.
Es una de las dos únicas Hermandades de Córdoba que procesiona tres pasos en la Semana Santa junto a la Hermandad del Amor, la cual procesiona el mismo día.

## Historia

### Antecedentes
La actual hermandad tiene antecedentes en la fusión de dos Cofradías. Por un lado, se encontraba la Hermandad de Jesús en la Oración en el Huerto y Nuestra Señora de Loreto, fundada en 1720 y procedente de la ya desaparecida Parroquia de los Santos Nicolás y Eulogio de Axerquía; y la Hermandad de Jesús de las Penas, situada en el Convento de San Pedro el Real, actual Iglesia de San Francisco. Cabe destacar que ambas estaban asociadas a los agricultores, entre ellos olivareros, curtidores y guadamecileros respectivamente. 
De esta manera, se produciría el traslado de la imagen de Nuestro Padre Jesús de la Oración en el Huerto al Convento de San Pedro el Real, reuniendo así la nueva Hermandad entre su cuota de Titulares esta imagen cristífera y la de Nuestro Padre Jesús de las Penas. Ésta representaba el martirio de Cristo flagelado y atado al fuste de una columna, talla a la que estaría muy unido el gremio de los curtidores y guadamecileros. Con el paso de las décadas, la imagen cambiaría su advocación a la actual del Señor Amarrado a la Columna. Sin embargo, la corporación dejó de procesionar a finales del siglo XVIII, y dejando de haber constancia de su existencia ya a comienzos del siglo XIX.  
No obstante, a principios del siglo XX, coincidiendo con un nuevo periodo de enriquecimiento de la Semana Santa de Córdoba, en 1927 vuelve a haber constancia de una Hermandad que realiza Estación de Penitencia en la noche del Martes Santo con las imágenes del Señor de la Oración en el Huerto y el Señor Amarrado a la Columna. Así, tras un breve paréntesis por la II República y la Guerra Civil, se produciría la incorporación a la nómina de Titulares de la imagen de María Santísima del Dolor, que posteriormente cambiaría su advocación a la de Nuestra Señora de los Dolores Gozosos. Poco se sabe en la actualidad sobre esta imagen, aunque varios autores, como Aranda Doncel, han enunciado hipótesis sobre su origen en la imagen de Nuestra Señora de Loreto, Titular de una de las dos Hermandades que se fusionaron para formar la primitiva Hermandad.
Esto le permitió a la corporación convertirse en la única Cofradía de Córdoba del momento con tres Titulares procesionales en pasos diferentes. Desgraciadamente, la crisis que sufrieron las Hermandades en los años sesenta afectó también a la corporación, impidiendo su salida procesional el Martes Santo de 1963, y quedando finalmente disuelta ese año. 

### Refundación
Los intentos de reorganización de 1968 resultan infructuosos hasta que cristalizan los llevados a cabo a mediados de los setenta. Así, en 1974 se nombra una comisión gestora encargada de poner en marcha la Hermandad que culminará con la aprobación de los estatutos el 25 de enero de 1975. Si bien se incorporaron los tres Titulares de la anterior corporación, los hermanos decidieron encargar la talla de María Santísima de la Candelaria, en sustitución de la anterior Dolorosa. Así, la corporación realizaría su primera Estación de Penitencia en la tarde-noche del Domingo de Ramos con la imagen de Nuestro Padre Jesús de la Oración en el Huerto, e incorporándose dos años después el paso de palio de María Santísima de la Candelaria. En las décadas siguientes, la corporación vería aumentado su cuota de hermanos y enriquecido su patrimonio material, como la realización del nuevo paso y las imágenes del misterio del único Titular cristífero que procesionaba. Además, se incorporaría como Titular a San Eloy Obispo, patrón de los Plateros.

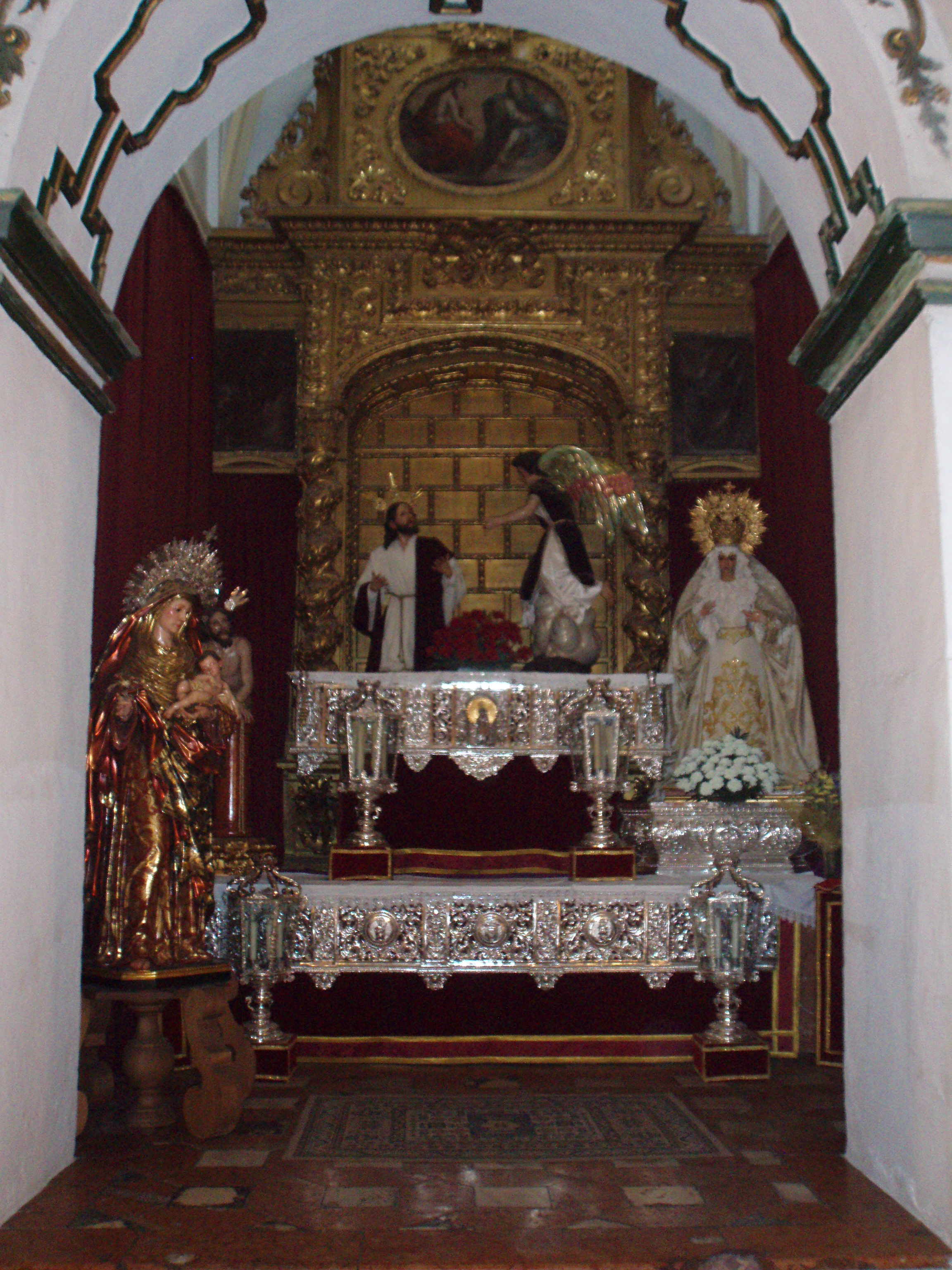
Capilla de la Hermandad.

Cabe destacar la participación en 1994 de Nuestro Padre Jesús de la Oración en el Huerto, acompañado del ángel confortador de su paso de misterio, en la Exposición “La Pasión de la Virgen”, con motivo del 50 Aniversario de la Agrupación de Cofradías de Córdoba y la Coronación de la Nuestra Señora de la Fuensanta. Poco después, en 1997, sería elegida la imagen del Señor Amarrado a la Columna para presidir el ejercicio del Vía Crucis organizado por la Agrupación de Cofradías cada Cuaresma. Esto supuso un punto de inflexión, ya que la imagen no procesionaba desde el Martes Santo de 1962, en la última Estación de Penitencia de la anterior Hermandad. La principal razón a esto se debía al delicado estado de conservación de la imagen. De esta manera, la Hermandad se propuso recuperar a la talla para la Estación de Penitencia del Domingo de Ramos. Así, tras una profunda restauración, esto se produciría en el año 2004, siendo procesionado en solitario sobre su propio paso. Cabe destacar que en 2000 la Cofradía recuperó su paso por el entorno e interior de la Mezquita-Catedral. 
Dos años más tarde, la antigua Dolorosa de la Hermandad, Nuestra Señora de los Dolores Gozosos, sería también recuperada para el culto, pero siendo sometida también a una profunda restauración, convirtiéndose en Titular letífica bajo la advocación de Nuestra Señora del Amparo.
En el año 2013, la corporación participaría en el Vía Crucis Magno de la Fe organizado por la Agrupación de Cofradías, procesionando a la imagen de Nuestro Padre Jesús Oración en el Huerto, protagonizando la I Estación del Vía Crucis. Años después, en 2019, la Hermandad volvería a participar en la Magna Nazarena, procesionando en esta ocasión a sus dos Titulares cristíferos sobre sus respectivos pasos procesionales. 

## Sagrados Titulares

### Nuestro Padre Jesús de la Oración en el Huerto

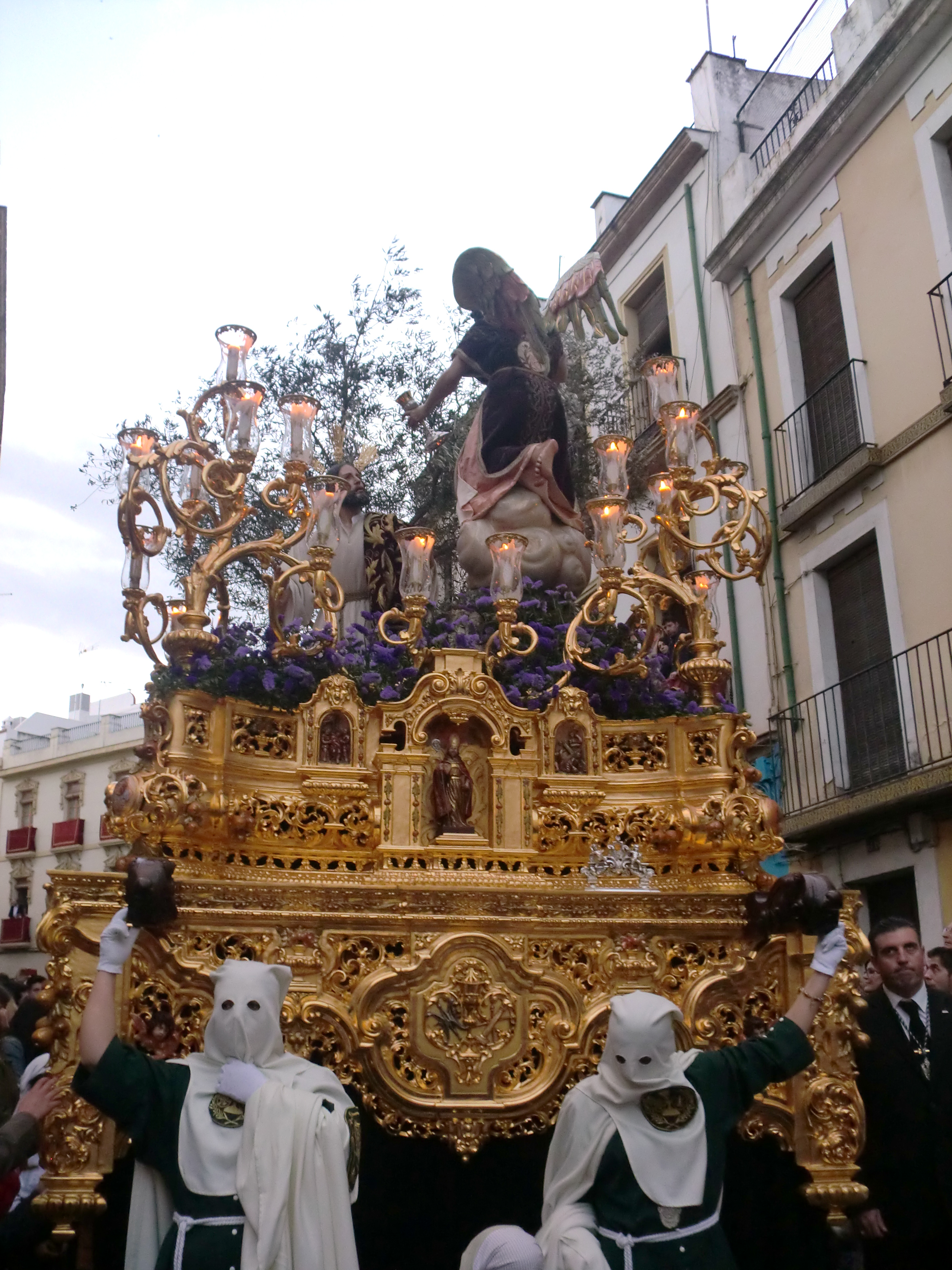
Nuestro Padre Jesús de la Oración en el Huerto sobre su paso procesional.

Es un talla anónima del siglo XVII, aunque está atribuida al círculo del gran imaginero Pedro de Mena. Ha sufrido varias intervenciones en el pasado siglo, como la de Pedro Martos en 1941, Camacho en 1975, y el recordado imaginero cordobés Miguel Arjona Navarro en 1983.  Durante el verano de 2024 se ha sometido a un nuevo proceso de restauración por parte de la restauradora Ana Infante.
Es una imagen cristífera arrodillada, con los brazos abiertos como si estuviera realizando alguna súplica. Se encuentra tallada en madera y policromada, concebida para ser vestido con túnica, pudiéndole sobreponer mantolín, así como con el juego de potencias que vienen a completar la divinidad de esta imagen. Imagen de factura plenamente barroca, que en épocas pretéritas portó peluca en lugar de cabellera tallada, tal y como hicieran otras imágenes de nuestra ciudad, y que incluso hoy en día, se sigue manteniendo en algunas tallas como el de Jesús Caído, de la Hermandad homónima.
Iconográficamente, representa la agonía del Señor en Getsemaní, tras el abandono de los Apóstoles, que dormidos, son ajenos a la escena del momento. Para armonizar la escena, la imagen es acompañada de un ángel confortador, obra de José Antonio Navarro Arteaga en el año 2004, y la cual sustituye a una anterior de los años ochenta realizada por el ya citado Miguel Arjona. A los lados de ambos, se sitúan las figuras de los apóstoles durmientes, San Pedro, San Juan y Santiago, incorporados en el año 2018, siendo obra de Jesús Gálvez. 
Procesiona sobre un paso tallado por Guzmán Bejarano entre 1993 y 1996 y dorado por Manuel Calvo entre 1998 y 1999, el cual representa una barroca decoración basada en la presencia de la talla en madera, dorado y estofado.

### Jesús Amarrado a la Columna

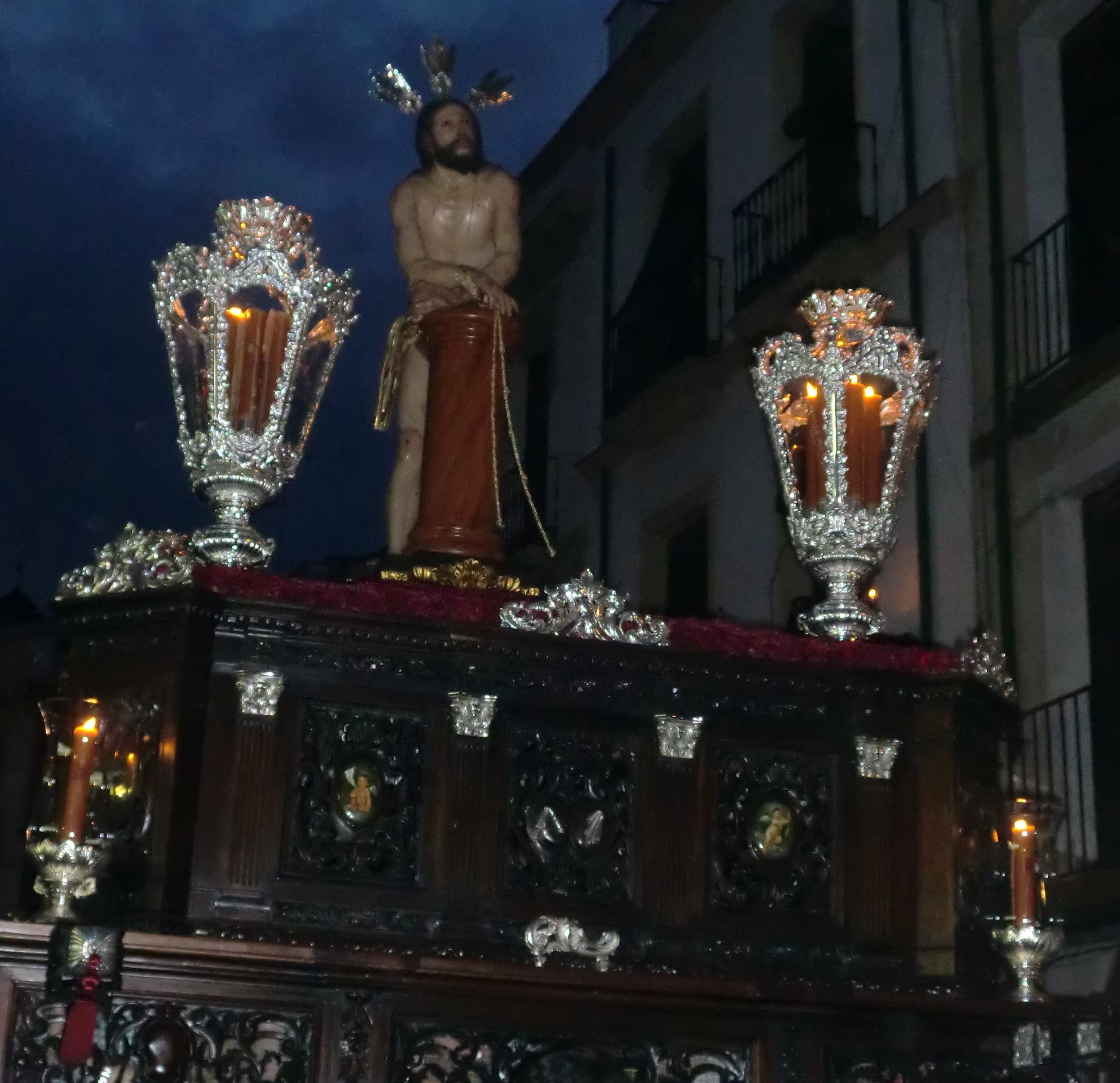
Jesús Amarrado a la Columna sobre su paso procesional.

También de autoría anónima, aunque se tiene documentación de que habría sido encargado a un taller granadino por el fraile franciscano Juan Zamorano para la Iglesia del convento de San Pedro el Real, siendo entregado en el año 1662. Fue restaurado en 2004 por el imaginero sevillano José Antonio Navarro Arteaga, a causa del delicado estado de conservación en el que se encontraba y que desde la refundación de la Hermandad le había impedido procesionar. La intervención consistió en la realización de una nueva columna, además de la eliminación de repintes posteriores, que desgraciadamente desvirtuaban la policromía original de la talla. Finalmente, volvería a ser intervenida en 2021 por Ana Infante de la Torre, la cual realizó la recuperación de la policromía de la imagen y el dorado de la peana originales. 
Iconográficamente, la imagen representa a Cristo con las manos atadas a la argolla de la columna sobre la que recibe su castigo, flagelado, cansado y abatido por los duros golpes que los malhechores de la época recibían sobre el frío patíbulo, destacando su estudio anatómico. Su mirada, elevada al cielo, muestra la profunda aceptación del sufrimiento que sabía iba a padecer.
Si bien originalmente procesionaba junto a dos sayones que lo azotaban, en la actualidad lo hace en solitario. Su paso de caoba, fue realizado por Guzmán Bejarano, siendo éste el último contrato de venta que firmó antes de su muerte. Fue restaurado por José Carlos Rubio Valverde. De severas líneas clásicas, el paso queda decorado por pilastras y capiteles adosados que bien recuerdan a los elementos de la arquitectura romana, así como por decoración vegetal en los motivos centrales. La conjunción entre caoba y apliques en plata queda rematada con diversas cartelas, realizadas por Rafael Cervantes, que reflejan distintos momentos de la vida de Cristo. Cuatro artísticos faroles elaborados por Hermanos Fernández de estructura “piramidal – invertida” con seis puntos de luz, iluminan al Señor desde el año 2013.

### María Santísima de la Candelaria
Es una Dolorosa de vestir tallada por Antonio Rubio en el año 1974. Continúa los preceptos de la imagen de la Dolorosa neobarroca, claramente influido por el prototipo de la dolorosa castiza. Mujer morena, en la línea de la mujer de Julio Romero de Torres, tan propia del cordobés barrio de la Axerquía; boca y ojos expresivos, ofreciendo mayor dramatismo al momento expresado, y a su vez, completando la escena, manos que gesticulan expresando el dolor de una madre que observa atentamente la Pasión de su Hijo. 
Procesiona sobre un paso de palio estrenado en 1978, cuenta con respiraderos, candeleros, peana y varales en alpaca plateada y cincelados tanto en los talleres de Manuel de los Ríos como en los de Hijos de Juan Fernández. Los bordados del palio, diseñados por Rafael de Rueda, con colaboración de Francisco Mellado y Álvaro Doctor, presentan unas caídas que reflejan el fulgor de la orfebrería de la Córdoba del siglo XVIII, personificada en la figura de Damián de Castro, uno de los más prolíficos orfebres de esta etapa. Con este diseño, la Hermandad quiso rescatar la vinculación con uno de los gremios más importantes de Córdoba, el gremio de los plateros. Concretamente, este palio, toma como referencia un antiguo frontal de altar existente en la Iglesia de la Asunción de Montemayor, localidad de la provincia de Córdoba. En la cartela frontal aparecen representadas la figura de la Asunción de la Virgen, y en la trasera la  Inmaculada Concepción, ambas labradas por el orfebre cordobés, Manuel Valera. Por otro lado, en los laterales quedan recogidas las letanías de María. En el techo del palio, el estilo del bordado sigue la pauta de las bambalinas, con la aplicación de diversas técnicas para su confección. La gloria central es una creación al óleo sobre lienzo belga, de Raúl Berzosa, inspirada en una talla existente en la sillería del Coro de la Santa Iglesia Catedral de nuestra ciudad de Córdoba (realizada por D. Pedro Duque Cornejo en el siglo XVIII), que representa la Presentación del niño Jesús en el Templo.

### Nuestra Señora del Amparo
Titular lefífica de la corporación desde el año 2006, es una bella imagen de la Virgen María, realizada por el imaginero José Antonio Navarro Arteaga. Éste decidió utilizar la mascarilla y las manos de esta antigua Dolorosa de la Hermandad, Nuestra Señora de los Dolores Gloriosos, la cual había sustituida por María Santísima de la Candelaria tras la refundación de la Cofradía.
El imaginero le modeló sus propios ropajes tallados, ricamente estofados y policromados en tonos azules, rojizos y marfileños, destacando la toca, de abundantes pliegues, que enmarca el ausente rostro de María. Asimismo, fue necesario finalmente la realización de un nuevo juego de manos, para incorporar sobre estas la imagen de un Niño Jesús, el cual duerme plácidamente sobre el brazo izquierdo de la talla mariana. 
Realiza su salida procesional en la tarde del 1 de noviembre, festividad de Todos los Santos.

### San Eloy Obispo
Es una talla de autor anónimo, perteneciente a la desaparecida Congregación de San Eloy, ya existente en 1727. 

## Música
- Primer paso. Agrupación Musical Nuestro Padre Jesús de la Redención (Córdoba)
- Segundo paso. Agrupación Musical Utrerana (Utrera, Sevilla).
- Tercer paso. Banda de Música Tubabirum (Cañete de las Torres, Córdoba).

### Patrimonio Musical

#### Para Agrupación Musical
- ”Oración”. José Manuel Mena Hervás. (1996).
- ”Mi costal se hace Oración”. David Luque Ruíz y  Jesús Lora Vaquero. 2007.
- ”Penas en San Francisco”.  José María Sánchez Martín. 2009.
- ”Soñando a tus pies”. José Antonio y  Francisco Javier Díaz Flores.  2018.
- ”«Eternamente Contigo”. D. Juan Manuel Carmona Suárez. 2020.
- "Getsemaní". Alejandro Pedraza. 2025

#### Para Cornetas y Tambores
- ”La voluntad del Padre”.  Francisco José Ortiz Morón. 2015.

#### Para Banda de Música
- ”Nuestro Padre Jesús de la Oración en el Huerto”. Luis Bedmar Encinas. 1973.
- ”Virgen de la Candelaria”. Miguel Herrero Martos. 1988.
- ”Señor de la Columna”. José Juan Gámez Varo.  2009.
- ”Azahar de San Francisco”. José Ramón Rico. 2009.
- ”Candelaria de la Axerquia”. Luis Bedmar Encinas. 2009.
- ”Sagrada Columna”.  Emilio Arroyo Fernández. 2015.[11]
- "La Candelaria". María Jesús Amaro. 2023

## Paso por la Carrera Oficial
| Predecesor: El Amor | Orden de entrada en la carrera oficial ( Domingo de Ramos) Séptimo lugar | Sucesor: La Merced |